# 2018년 마요트 지진파 관측 사건
2018년 마요트 지진파 관측 사건은 2018년 11월 11일 인도양에 있는 프랑스의 해외 데파르트망인 마요트에서 24 km 떨어진 해역에서 일어난 원인 불명의 지진과 같은 흔들림을 관측한 사건이다. 주변 국가인 케냐에서부터 칠레, 뉴질랜드, 캐나다, 하와이 같이 최대 18,000 km 떨어진 곳에서도 많은 국가들이 지진계에 지진 기록으로 관측되었다. 하지만 그 누구도 지진의 흔들림을 느끼지 못했다. 지진파는 20분 이상 계속되었다.
대부분의 지진은 P파와 S파를 가지고 있으며, 이후 그보다 약하지만 긴 주기의 표면파가 뒤따른다. 하지만 마요트의 지진 활동은 P파와 S파가 약했음에도 불구하고 지구를 시속 14,000 km로 움직이는 장주기의 뚜렷한 표면파가 관측되었다. 게다가 대부분의 지진파는 여러 주기를 가지고 있는 파동이지만, 이 지진의 경우에는 주기가 깨끗한 "지그재그" 모양으로 관측되었다.

## 원인
처음에는 지진의 원인을 알 수 없었지만 프랑스 지질조사국의 과학자들은 흔들림의 원인이 해저화산의 활동이나 인근 지역의 군발지진과 관련이 있을 것이라 추정했다. 마요트섬은 2018년 5월 이후 규모 M5.8의 지진이 발생하는 등 수백 건의 지진이 발생하고 있었다. 11월 11일의 지진 발생 사건 전까지 지진 발생 횟수는 뚜렷하게 증가하고 있었다.
마요트섬 인근 해저 16 km 지점에 있는 해저화산에서 분출한 마그마가 갑자기 빠져나와 화산괴가 붕괴해서 진동이 발생했을 것이라는 가설도 등장했다. 2019년 5월에는 지진 발생 인근 지역에서 형성된지 얼마 되지 않은 높이 800 m의 해저화산을 발견했으며 이 해저화산이 진동의 원인인 것으로 추정된다.

## 참고 문헌
- Bhattacharya, S.. (2020). Source of unusual monochromatic wave packets recorded globally in the seismograms of 11 November 2018. Current science. 118. 1069–1076. 10.18520/CSU/v118/i7/1069-1076.